# Marianna (Florida)
Marianna és una població dels Estats Units, seu del comtat de Jackson, a l'estat de Florida. Segons el cens del 2000 tenia 6.230 habitants.

## Demografia
Segons el cens del 2000, Marianna tenia 6.230 habitants, 2.398 habitatges, i 1.395 famílies. La densitat de població era de 299,6 habitants/km².
Dels 2.398 habitatges en un 28,8% hi vivien nens de menys de 18 anys, en un 34,3% hi vivien parelles casades, en un 20,7% dones solteres, i en un 41,8% no eren unitats familiars. En el 38% dels habitatges hi vivien persones soles el 19,3% de les quals corresponia a persones de 65 anys o més que vivien soles. El nombre mitjà de persones vivint en cada habitatge era de 2,22 i el nombre mitjà de persones que vivien en cada família era de 2,96.
Per edats la població es repartia de la següent manera: un 26,7% tenia menys de 18 anys, un 11,8% entre 18 i 24, un 22,3% entre 25 i 44, un 18,4% de 45 a 60 i un 20,8% 65 anys o més.
L'edat mediana era de 36 anys. Per cada 100 dones de 18 o més anys hi havia 76,7 homes.
La renda mediana per habitatge era de 23.861 $ i la renda mediana per família de 29.590 $. Els homes tenien una renda mediana de 28.500 $ mentre que les dones 21.530 $. La renda per capita de la població era de 14.021 $. Entorn del 20,9% de les famílies i el 28,5% de la població estaven per davall del llindar de pobresa.

## Poblacions més properes
El següent diagrama mostra les poblacions més properes.